# 博夫季什河
博夫季什河（烏克蘭語：Бовтиш），是烏克蘭的河流，位於該國中部，屬於佳斯明河的支流，發源自米科拉伊夫卡，流經基洛夫格勒州，河道全長20公里，流域面積233平方公里。